# Scientifiques pour l'avenir

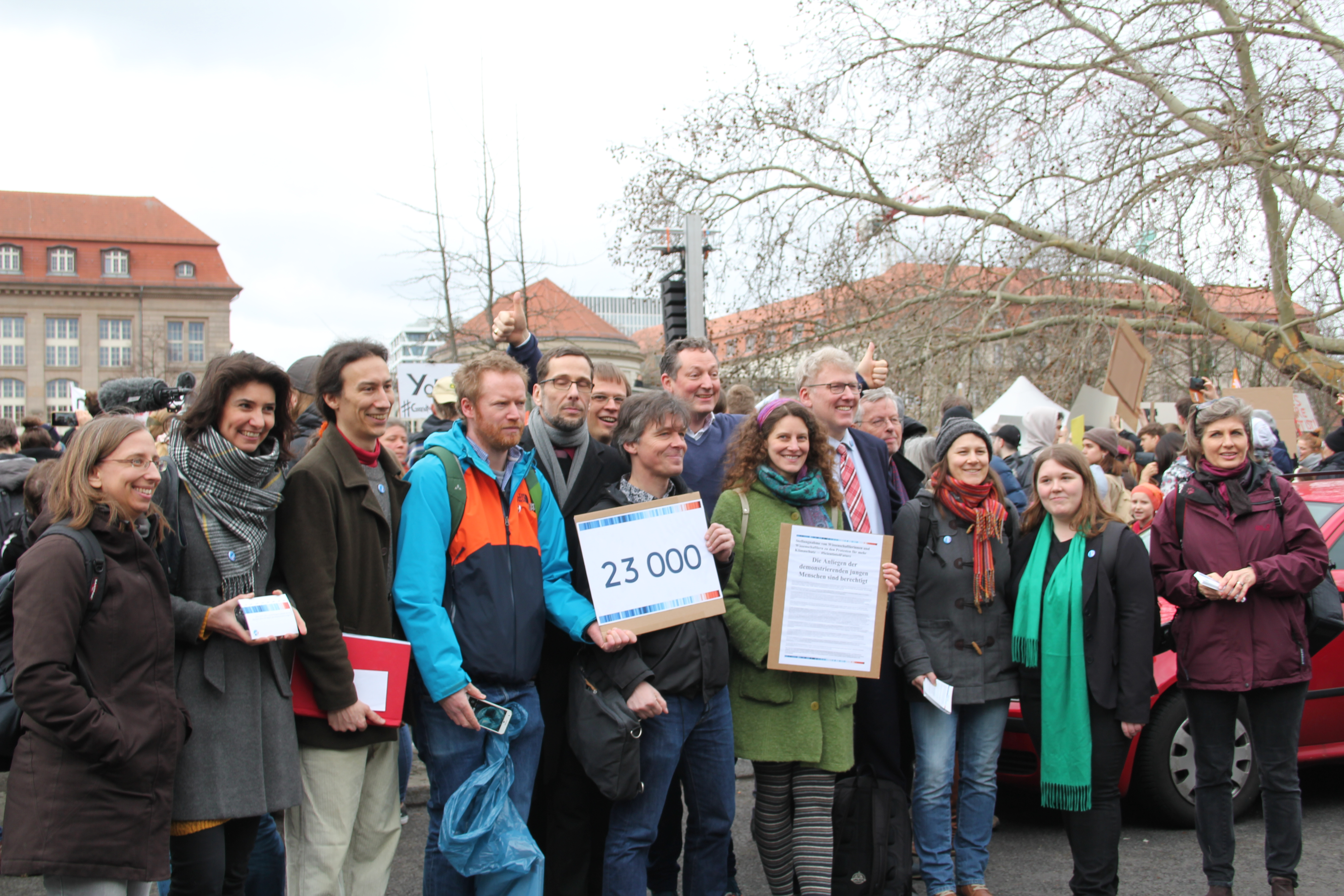
Scientifiques allemands, Eckart von Hirschhausen,, et, lors de la marche pour le climat du 15 mars 2019 à Invalidenpark, Berlin-Mitte, devant le ministère fédéral de l'Économie et de l'Énergie

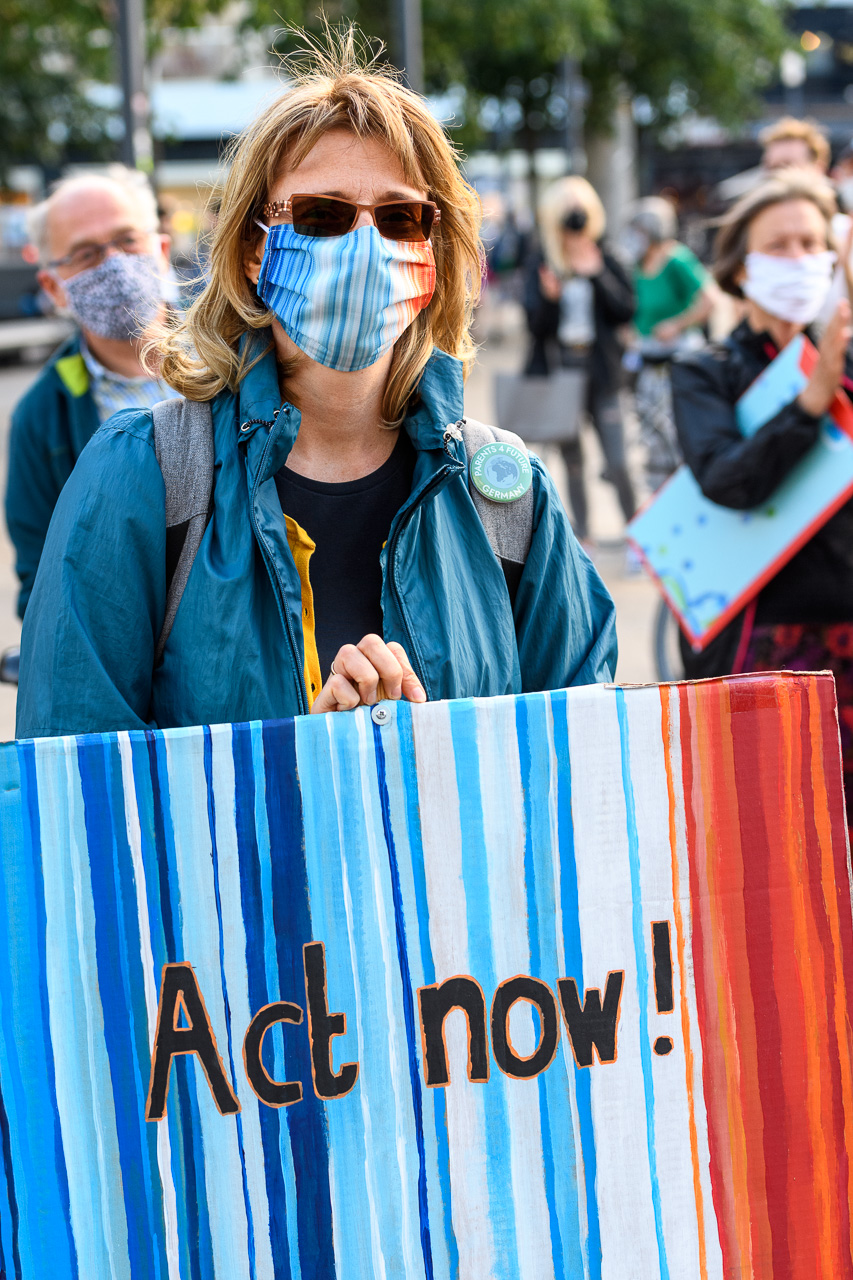
Démonstrateur lors de la manifestation du lundi de juillet 2020 à Berlin, montrant des graphiques de visualisation des données de bandes chauffantes sur le masque et le panneau

Scientists for Future (S4F) est une initiative environnementale internationale fondée par un groupe de scientifiques en Allemagne, en Autriche et en Suisse pour soutenir le mouvement étudiant Fridays for Future (FFF),,,.
En mars 2019, l'initiative publie une déclaration intitulée Déclaration des scientifiques et des universitaires concernant les protestations pour plus de protection climatique,,. La déclaration est signée par 26 800 scientifiques et universitaires de langue allemande de Suisse, d'Autriche et d'Allemagne,,. La déclaration a lieu sous la bannière Die Anliegen der demonstrierenden jungen Menschen sind berechtigt (Les inquiétudes des jeunes qui manifestent sont justifiées).

## Histoire
La fondation de Scientists for Future trouve son origine dans l'initiative prise par Gregor Hagedorn (en). En avril 2019, une piste de Gregor Hagedorn est parue dans la revue Science, dans laquelle les auteurs de Scientists for Future appellent la communauté des chercheurs à soutenir le mouvement de protestation des jeunes. En juin 2019, cette déclaration, accompagnée d'une analyse des résultats et des effets plausibles de la déclaration, est publiée sous la forme d'un article bilingue (anglais et allemand) dans la revue GAIA (journal) (en). Des initiatives similaires sont prises par des scientifiques néerlandais et belges. En octobre 2019, Gregor Hagedorn et Scientists for Future ont reçu le prix de l'Association fédérale pour la durabilité.

## Travail
Les participants cherchent à : 
- Communiquer les connaissances scientifiques (en) sur le changement climatique et les perturbations écologiques
- Aider à éduquer, notamment en améliorant la compréhension des solutions durables (y compris des webinaires enregistrés, des podcasts et des événements éducatifs)
- Fournir des recherches scientifiques sur le changement climatique
- Connecter les scientifiques et les personnes du monde entier et faciliter le soutien mutuel et la participation

### 24 faits importants
Les scientifiques énumèrent 24 faits scientifiques établis sur le changement climatique, vérifiés par référence à une solide littérature scientifique. Ceux-ci incluent des faits sur :
- la hausse moyenne de la température, et les températures mondiales en 2015, 2016, 2017 et 2018
- la cause de l'élévation de la température étant presque entièrement causée par des facteurs humains,
- descriptions des effets du réchauffement climatique, y compris une augmentation de la probabilité de conditions météorologiques extrêmes, et les effets sur la santé humaine.

### Analyses
Énergie nucléaire
Une étude d'environ 100 pages du groupe publiée en octobre 2021 conclu que l'énergie de fission nucléaire ne peut pas contribuer de manière significative à l'atténuation du changement climatique car elle est "trop dangereuse, trop chère (en) et trop lente à déployer" ainsi qu'"un obstacle à la réalisation de l'objectif social". -transformation écologique".
Stratégies
Les participants ont également fourni une analyse, ainsi que des recommandations et des propositions, de projets de lois et de politiques (en) telles que la loi allemande sur la chaîne d'approvisionnement (de), la réglementation climatique de l'UE et la politique agricole commune de l'UE.
Conception de systèmes énergétiques durables
Les scientifiques participants développent un guide d'orientation fondamental comme contribution à la création de stratégies d'orientation pour un " système d'approvisionnement énergétique (en) compatible avec le climat", en particulier pour le système énergétique allemand.

## Lectures complémentaires
- « Excerpt from a statement signed by more than 700 initial signatories and by 2019-03-14 by more than 18000 German, Austrian and Swiss scientists » [archive du 2 décembre 2019], www.scientists4future.org (consulté le 3 avril 2020)
- David Fopp / Isabelle Axelsson / Loukina Tille: Gemeinsam für die Zukunft – Fridays For Future und Scientists For Future. Vom Stockholmer Schulstreik zur weltweiten Klimabewegung. Bielefeld 2021, transcript Verlag,  (ISBN 978-3-8376-5555-1)